# Xiphelimum
Xiphelimum is een geslacht van rechtvleugeligen uit de familie sabelsprinkhanen (Tettigoniidae). De wetenschappelijke naam van dit geslacht is voor het eerst geldig gepubliceerd in 1906 door Caudell.

## Soorten
Het geslacht Xiphelimum  is monotypisch en omvat slechts de volgende soort:
- Xiphelimum amplipennis (Caudell, 1906)